# 桐谷まつり
桐谷 まつり（きりたに まつり、1996年8月15日 - ）は、日本の元AV女優。秋田県出身。C-more Entertainment所属。

## 来歴
2016年12月「SODstar マジックミラー号誕生20周年記念作品 桐谷まつり AV Debut」でSODよりAVデビュー。上京の際、マジックミラー号で声をかけられた際は手ブラのみだったが、大物と踏んだスタッフが集英社・週刊プレイボーイと手を組み秋田まで追いかけ出演交渉。まず週刊プレイボーイでグラビアデビューを飾った。
2018年2月、DMM.R18アダルトアワード2018最優秀女優賞にノミネートされる。
2018年6月29日より恵比寿マスカッツ1.5に研修生に選出されたが正規メンバーには昇格できなかった。
2018年8月10日、橋本ありな、君色華奈、桐谷まつり3人によるアイドルユニット 『un panopticon girl』 （アン・パノプティコンガール）の結成を発表。同年10月3日にMILKY POP GENERATIONレーベルからCDデビュー。11月に君色が脱退。デビュー曲はオリコンインディーズランキング20位を記録。
2019年1月発売作品をもってSODを卒業。翌2月よりOPPAI（2020年7月まで）、さらに3月にはワンズファクトリー（2020年8月まで）の専属となる。2020年8月13日発売の作品「ソープ嬢の愛人とNGなしでハメまくる非日常フルオプション中出し不倫」より溜池ゴローの専属女優となる。2020年12月に発表された「FLASH 2020年現役最強セクシー女優BEST100」読者投票・第31位。
2021年8月発表「読者300人が選んだFLASH 2021セクシー女優ランキング」読者投票54位。
2023年2月20日、Twitterにて「私、桐谷まつりは今出ている作品が全てです。それに伴う作品、イベントなど最後に出来なくてごめんなさい。」と事実上の引退を発表。

## 人物
高校時代は、部活動でバスケットボールをしており、キャプテンでインターハイに出場したことがある。
趣味は、お笑いを見ること、お酒を飲むこと。
初体験は、高校2年生の時。AV女優になった理由は痩せるため。

## 映像作品

### アダルトDVD
| 発売日   | タイトル | 規格   | 品番      | メーカー      | 備考 |
| 2016年   | 2016年 | 2016年 | 2016年    | 2016年        | 2016年 |
| -------- | --- | ------ | --------- | ------------- | --- |
| 12月8日  | SODstar マジックミラー号誕生20周年記念作品 桐谷まつり AV Debut | DVD    | STAR-735  | SODクリエイト | |
| 2017年   | |        |           |               | |
| 1月6日   | はじめてづくし 人生初の未体験濃厚プレイ4本番 | DVD    | STAR-744  | SODクリエイト | |
| 2月2日   | 性欲覚醒 オヤジの濃厚キスで発情し、涙を流すほどにイキ狂う… | DVD    | STAR-752  | SODクリエイト | |
| 3月2日   | 桐谷まつり×完全ガチンコ素人 リアル童貞初挿入 | DVD    | STAR-761  | SODクリエイト | |
| 4月6日   | おっぱいを愛する全ての人達に捧げる ぷるるん♡ ぽよよん♡ まつりのHカップ天然おっぱいで いっぱい気持ちよくしてあ・げ・る♡                                                                 | DVD    | STAR-770  | SODクリエイト | |
| 5月3日   | 拘束×巨根×失禁 失神するほどイカされて… | DVD    | STAR-779  | SODクリエイト | |
| 6月1日   | 朝から晩まで毎日ヤリまくりラブラブ同棲日記 | DVD    | STAR-787  | SODクリエイト | |
| 7月6日   | いいなり温泉旅行 | DVD    | STAR-795  | SODクリエイト | |
| 8月10日  | 全店ぬるぬる!風俗ビル | DVD    | STAR-805  | SODクリエイト | |
| 9月7日   | 田舎から転校したてのノーブラ女子校生痴漢 | DVD    | STAR-816  | SODクリエイト | |
| 10月5日  | 媚薬と完全固定で極限までイキ狂う | DVD    | STAR-827  | SODクリエイト | |
| 11月2日  | 4人の最強ハメ撮り師が桐谷まつりをハメ撮る! プライベート的なSEXを全て曝け出す生々しい本気エロ4本番                                                                                      | DVD    | STAR-839  | SODクリエイト | |
| 12月7日  | はじめての乳首イキッ♡ | DVD    | STAR-852  | SODクリエイト | |
| 12月21日 | SODファン大感謝祭! 歴代専属女優大集合! SODStar2名を含む超豪華人気女優16名と一般募集素人ファンによる夢の大乱交1泊2日! 総発射数68発! 射精無制限ぜつりんバスツアー 2（※素人男性18名参加） | DVD    | SDEN-017  | SODクリエイト | 共演：古川いおり、なごみ、佐々木あき、蓮実クレア、AIKA、五十嵐潤、浜崎真緒、高木千里、涼海みさ、生田みく、月野ゆりあ、水谷あおい、永井みひな、小谷みのり、神ユキ |
| 2018年   | |        |           |               | |
| 1月11日  | 日帰りで12発射精しちゃうヤリまくりイチャイチャ温泉旅行 | DVD    | STAR-864  | SODクリエイト | |
| 2月8日   | ミッドナイト エンドレス オーガズム | DVD    | STAR-875  | SODクリエイト | |
| 2月22日  | SODstarだけ見たい! 桐谷まつり×古川いおり SODファン大感謝祭 発射無制限ぜつりんバスツアー2 追跡カメラが捉えた至福の射精!!2日間で合計なんと22発も発射させちゃいました                     | DVD    | SDEN-022  | SODクリエイト | 共演：古川いおり |
| 3月8日   | HカップSSS級の究極BODY桐谷まつり ハメしろばっちり! ヌキやすアングルでSEXをずーっと見れる! 1カット長回し! 「確実にヌキたい」というあなたに送る接写性交                                  | DVD    | STAR-887  | SODクリエイト | |
| 4月12日  | SODロマンス×SODStar 出産から仕事復帰したてのノーブラOL人妻痴漢 | DVD    | STAR-900  | SODクリエイト | |
| 5月10日  | 東西南北! ぐるりと一周チ○ポを包む全方位騎乗位連続射精ザーメン搾り取りSEX!合計13発 | DVD    | STAR-912  | SODクリエイト | |
| 6月7日   | ナマ派 初中出し解禁 | DVD    | STAR-924  | SODクリエイト | |
| 7月12日  | スネークイキを繰り返す女子大生 よじらせ悶え続ける緊縛生活 | DVD    | STAR-938  | SODクリエイト | |
| 8月9日   | 超密着! 天真爛漫イチャイチャ回春オイルマッサージサロン | DVD    | STAR-952  | SODクリエイト | |
| 9月6日   | 桐谷まつりちゃん タオル一枚男湯入ってみませんか? HARD | DVD    | STAR-968  | SODクリエイト | |
| 10月11日 | 中出し凌辱義母レ○プ | DVD    | STAR-983  | SODクリエイト | |
| 11月8日  | 25本のチ○ポとノンストップぶっかけ中出し大大大乱交 | DVD    | STAR-997  | SODクリエイト | |
| 12月6日  | 桐谷まつりがプロ痴漢師たちの餌食にされメチャクチャに犯された禁断の流出映像 | DVD    | STARS-010 | SODクリエイト | |
| 2019年   | |        |           |               | |
| 1月10日  | 桐谷まつり 卒業 早漏クン大・大・大好き風俗嬢 イッても止めないグイグイ騎乗位 | DVD    | STARS-021 | SODクリエイト | |
| 2月19日  | 電撃移籍OPPAIデビュー桐谷まつり 超進化Iカップ乳爆ピストン激揺れ激揉み3本番!! | DVD    | PPPD-737  | OPPAI         | |
| 3月1日   | 桐谷まつりの凄テクを我慢できれば生★中出しSEX! | DVD    | WANZ-833  | WANZ FACTORY  | |
| 3月19日  | Icup高級ランジェリー販売員の誘惑セールス術 | DVD    | PPPD-744  | OPPAI         | |
| 4月1日   | 「もうイッてるってばぁ!」状態で何度も中出し! | DVD    | WANZ-846  | WANZ FACTORY  | |
| 4月19日  | 彼女のお姉さんは巨乳と中出しOKで僕を誘惑 | DVD    | PPPD-753  | OPPAI         | 共演:平花 |
| 5月1日   | まつりの体内に274発の媚・薬・濃・縮精液注入 | DVD    | WANZ-855  | WANZ FACTORY  | |
| 5月19日  | おっぱい密着ホールドSEX 爆乳Iカップに包まれて快感射精 | DVD    | PPPD-760  | OPPAI         | |
| 6月1日   | 嫌いな義父に夜這いされて… | DVD    | WANZ-860  | WANZ FACTORY  | |
| 6月19日  | スペンス乳腺開発クリニックSpecial | DVD    | PPPD-767  | OPPAI         | |
| 7月1日   | コンドームが破れてまさかの生ハメ! 超加速するピストンで何度も中出し! | DVD    | WANZ-874  | WANZ FACTORY  | |
| 7月19日  | 巨乳女教師の誘惑 | DVD    | PPPD-775  | OPPAI         | |
| 8月1日   | 定年退職した元整体師の義父にビクビクが止まらないほど敏感体質にされたワタシ… 毎日死ぬほどイカされ983回ビクビク                                                                          | DVD    | WANZ-876  | WANZ FACTORY  | |
| 8月19日  | イッても終わらない拘束おっぱい性感マッサージ 身動き出来ない状態で爆揺れ追撃ピストン鬼イカせ                                                                                            | DVD    | PPPD-782  | OPPAI         | |
| 9月1日   | 肉弾娘と濃厚親父の中出し交遊録 | DVD    | WANZ-888  | WANZ FACTORY  | |
| 9月19日  | 爆乳コスプレ中出し輪姦オフ会 友人のIカップ姉ちゃんにコスプレさせてヤリまくった | DVD    | PPPD-789  | OPPAI         | |
| 10月1日  | ハッスルタイムは無制限中出し!! こっそり裏オプ全開おっパブ嬢 本番OKパイズリご奉仕パフパフ天国フルコース                                                                                 | DVD    | WANZ-897  | WANZ FACTORY  | |
| 10月19日 | 昼下がりの巨乳団地妻を旦那の留守中に寝取って孕ませてやった | DVD    | PPPD-794  | OPPAI         | |
| 11月1日  | 本番中出しOK! 乳首責め特化型ニューピンサロ | DVD    | WANZ-903  | WANZ FACTORY  | |
| 11月19日 | 合宿先の旅館で巨乳先輩とまさかの相部屋… 朝まで汗だくになって何度も何度も中出しさせられた僕                                                                                             | DVD    | PPPD-804  | OPPAI         | |
| 11月19日 | 合宿先の旅館で巨乳先輩とまさかの相部屋… 朝まで汗だくになって何度も何度も中出しさせられた僕                                                                                             | BD     | 9PPPD-804 | OPPAI         | |
| 12月1日  | 男潮吹きそのまま挿入、スプラッシュ中出し! | DVD    | WANZ-912  | WANZ FACTORY  | |
| 12月1日  | 男潮吹きそのまま挿入、スプラッシュ中出し! | BD     | 9WANZ-912 | WANZ FACTORY  | |
| 12月19日 | 濡れ透けノーブラIcup制服少女は完全着衣で発情イキまくり性交 | DVD    | PPPD-811  | OPPAI         | |
| 2020年   | |        |           |               | |
| 1月1日   | イッたら追撃お仕置きピストン中出し!淫乱メイドを鬼イカせ乳便器調教 | DVD    | WANZ-921  | WANZ FACTORY  | |
| 1月19日  | 彼氏に30日間禁欲させられケダモノになった巨乳をおれが先に寝取ってめちゃめちゃヤリまくってやった                                                                                         | DVD    | PPPD-820  | OPPAI         | |
| 1月23日  | 【4枚組】SODstar27作品28SEX収録16時間 | DVD    | STARS-193 | SODクリエイト | 単体ベスト |
| 2月1日   | 挑発ノーブラおっぱい家庭教師に童貞の僕は理性が吹っ飛び発情中出し!! | DVD    | WANZ-927  | WANZ FACTORY  | |
| 2月19日  | 幼い頃から成長を見守ってきた姪っ子の発育おっぱいに感極まって汗だくでムシャブリ犯した数日間…                                                                                            | DVD    | PPPD-826  | OPPAI         | |
| 2月19日  | 幼い頃から成長を見守ってきた姪っ子の発育おっぱいに感極まって汗だくでムシャブリ犯した数日間…                                                                                            | BD     | 9PPPD-826 | OPPAI         | |
| 3月1日   | 夫の目の前で寝取らせられた妻 愛する夫の願いで他の男達に何度も抱かれる巨乳妻 | DVD    | WANZ-937  | WANZ FACTORY  | |
| 3月19日  | 姉が旅行のため預かった甥っ子と友達に犯され続けた5日間 | DVD    | PPPD-831  | OPPAI         | |
| 4月1日   | 発情Iカップ爆乳女が乳首ビンビン卑猥肉体でヤリたい放題に中出し性交 | DVD    | WANZ-944  | WANZ FACTORY  | |
| 4月19日  | 無愛想なお隣の巨乳お姉さんと1週間のツンデレ同棲生活 | DVD    | PPPD-837  | OPPAI         | |
| 4月19日  | 桐谷まつり12タイトル8時間BEST | DVD    | PPBD-182  | OPPAI         | 単体ベスト |
| 5月1日   | 妹はコドオジ化したボクにオッパイ揉まれても中出しされてもまるで無関心。 | DVD    | WANZ-955  | WANZ FACTORY  | |
| 5月19日  | 必ずパイズリ&中出しで連射させちゃう神乳対応!! 発射無制限おっぱいソープ | DVD    | PPPD-843  | OPPAI         | |
| 6月19日  | 息子の巨乳妻を確実に孕ませたい | DVD    | PPPD-851  | OPPAI         | |
| 7月1日   | 終電を逃した僕を泊めてくれたバイトの先輩… ノーブラ部屋着から弾け出たおっぱいブルンに我慢できず夜明けまでヤリまくった!                                                                  | DVD    | WANZ-966  | WANZ FACTORY  | |
| 7月1日   | 桐谷まつり1年分の中出しSEX全部入り12タイトル8時間BEST | DVD    | BMW-207   | WANZ FACTORY  | 単体ベスト |
| 7月19日  | 僕を助けてくれた先輩女教師が生徒達に犯されているのを見てクズ勃起した。 | DVD    | PPPD-861  | OPPAI         | |
| 8月1日   | Iカップ肉弾バブリー変化! 埼玉デカパイ団地妻 | DVD    | WANZ-971  | WANZ FACTORY  | |
| 8月13日  | ソープ嬢の愛人とNGなしでハメまくる非日常フルオプション中出し不倫 | DVD    | MEYD-610  | 溜池ゴロー    | |
| 9月13日  | 未だに現役で母さんを抱きまくる僕の絶倫オヤジに嫁が欲情して危険日狙って中出し逆夜這い                                                                                                   | DVD    | MEYD-616  | 溜池ゴロー    | |
| 10月13日 | 本番なしのマットヘルスに行って出てきたのは隣家の高慢な美人妻。 弱みを握った僕は本番も中出しも強要! 店外でも言いなりの性奴隷にした                                                      | DVD    | MEYD-624  | 溜池ゴロー    | |
| 11月13日 | 常に上から目線の女上司に出張先でもマウントをとられ見下し騎乗位で何度も中出しさせられた。                                                                                               | DVD    | MEYD-630  | 溜池ゴロー    | |
| 2021年   | |        |           |               | |
| 3月13日  | 桐谷まつり8時間BEST | DVD    | MBYD-331  | 溜池ゴロー    | 単体ベスト |
| 5月19日  | 桐谷まつり18タイトル54本番12時間完全版BEST | DVD    | PPBD-210  | OPPAI         | 単体ベスト |

### アダルトVR
- 桐谷まつりとラブラブ同棲日記 91cmHカップに埋れる軟乳密着騎乗位爆揺れSEX（3月22日、SODクリエイト）
- SODstar × SODVR 3D 憧れのstar女優市川まさみ、桐谷まつり、飛鳥りん、古川いおりの4人全員が’アナタ’に甘えてずっーと密着おねだりキス 究極のラブラブハーレムSEX全員挿入スペシャル! 最後は中に出してね（3月22日、SODクリエイト）共演：市川まさみ、飛鳥りん、古川いおり
- SODstarのアナルまでしっかり見えるディルド抜き差しおま○こドアップ超至近距離顔面騎乗見せつけオナニー（3月22日、SODクリエイト）共演：市川まさみ、飛鳥りん、古川いおり
- SODstar市川まさみと桐谷まつり 最高級の美尻と美巨乳を目の前で体感する極上の密着逆3PスペシャルSEX（4月26日、SODクリエイト）共演：市川まさみ
- どこを向いても裸の美女だらけ!AV史上初!360°3D映像!極上美女14人に囲まれ前後左右全てから責められる超高刺激!今まで体験したことのない究極ハーレムSEX!（8月1日、SODクリエイト）共演：紗倉まな、古川いおり、市川まさみ、戸田真琴、飛鳥りん、波多野結衣、大槻ひびき、篠田ゆう、推川ゆうり、跡美しゅり、宮崎あや、椎名そら、桜木優希音 ※「AV OPEN 2017」VR-1グランプリ エントリー作品
- SODstar市川まさみ、桐谷まつり、戸田真琴の3人に囲まれ最初から最後までひたすらベロキスされながら密着囁きハーレム手コキッス（10月26日、SODクリエイト）共演：市川まさみ、戸田真琴
- 舐める音、漏れる吐息、囁く声、口の中まで鮮明に見える超至近距離フェラ（11月17日、SODクリエイト）共演：市川まさみ、飛鳥りん、古川いおり

- HQ高画質VR!! ボクの家の隣にAV女優の桐谷まつりが引っ越してきた!と思ったら想像を超える超神展開がボクを待っていた!!（3月29日、MOODYZ）
- HQおっぱい共演!! 温泉旅館でぷるるん爆乳ピンクコンパニオンにまとめて中出しVR!! 混浴パイズリ&宴会遊び4P&ラストは桐谷まつりの逆夜這い汗だくSEX!!（11月28日、MOODYZ) 共演:稲場るか、春菜はな

### イメージDVD
| 発売日   | タイトル                                         | 規格   | 品番      | メーカー             | 備考                |
| 2017年   | 2017年                                           | 2017年 | 2017年    | 2017年               | 2017年              |
| -------- | ------------------------------------------------ | ------ | --------- | -------------------- | ------------------- |
| 7月6日   | Matsuri はっぴーさまーふぇすた                   | DVD    | REBD-248  | REbecca              |                     |
| 7月6日   | Matsuri はっぴーさまーふぇすた                   | BD     | REBDB-234 | REbecca              |                     |
| 9月25日  | 桐谷まつりが好きすぎて桐谷まつりが彼女になってた | DVD    | DGRP-025  | GRAPHIS              |                     |
| 9月25日  | 桐谷まつりが好きすぎて桐谷まつりが彼女になってた | BD     | BGRP-025  | GRAPHIS              |                     |
| 12月7日  | Matsuri2 らっきーすまいるじゃーにー              | DVD    | REBD-283  | REbecca              |                     |
| 12月7日  | Matsuri2 らっきーすまいるじゃーにー              | BD     | REBDB-269 | REbecca              |                     |
| 2018年   |                                                  |        |           |                      |                     |
| 10月25日 | Matsuri3 ほりでー☆からふるあいらんど             | DVD    | REBD-340  | REbecca              |                     |
| 10月25日 | Matsuri3 ほりでー☆からふるあいらんど             | BD     | REBDB-326 | REbecca              |                     |
| 2019年   |                                                  |        |           |                      |                     |
| 3月2日   | やりすぎっ 桐谷まつり                            | DVD    | MMND-165  | 未満                 | アダルトイメージDVD |
| 5月2日   | Lover’s Day                                      | DVD    | LD-005    | ファインピクチャーズ |                     |
| 5月2日   | Lover’s Day                                      | BD     | LD-005B   | ファインピクチャーズ |                     |
| 8月15日  | Matsuri4 ぱすてる☆えちらぶわーるど               | DVD    | REBD-403  | REbecca              |                     |
| 8月15日  | Matsuri4 ぱすてる☆えちらぶわーるど               | BD     | REBDB-389 | REbecca              |                     |
| 2020年   |                                                  |        |           |                      |                     |
| 1月2日   | Matsuri5 らぶりー☆とらべるらばーず               | DVD    | REBD-436  | REbecca              |                     |
| 1月2日   | Matsuri5 らぶりー☆とらべるらばーず               | BD     | REBDB-422 | REbecca              |                     |
| 11月19日 | Matsuri6 べいびー☆さまーすぷらっしゅ             | DVD    | REBD-509  | REbecca              |                     |
| 11月19日 | Matsuri6 べいびー☆さまーすぷらっしゅ             | BD     | REBDB-495 | REbecca              |                     |

## 書籍・その他

### 写真集
- ファースト写真集「まつりのはじまり」（2017年4月26日、双葉社、撮影：青山裕企）ISBN 978-4575312539
- soleil（2018年3月25日、彩文館出版、撮影：福島裕二）ISBN　978-4775605981
- ぐるっとまわせる! 原寸大おっぱい図鑑3D（2019年2月4日、一迅社　撮影：須崎祐次、監修：安田理央）ISBN 978-4758016315 ‐Hカップモデル[18]
- JASMINE（2021年2月26日、彩文館出版、撮影：福島裕二）ISBN 978-4-7756-0635-3

### ポーズ集
- WET NUDE POSE BOOK- ぐっしょり濡らしちゃいました!!-（2018年8月1日、ワニブックス）ISBN 978-4847081392
- ビジュアルヌード・ポーズBOOK act 桐谷まつり（2018年8月27日、二見書房、撮影：長谷川朗）ISBN 978-4576181363
- 巨乳専門ポーズ集 着衣巨乳を脱がせてみたら（2020年3月31日、一迅社、撮影：須崎祐次）ISBN 978-4758016865[19]

### デジタル写真集
- Lover’s Day デジタル写真集（2019年6月27日、ファインピクチャーズ、撮影：河本広幸）
- デジグラ・デラックス 桐谷まつり はみ出しアダルト版（2021年7月30日、デジグラ）
- デジグラ・デラックス 桐谷まつり はみ出しアダルト版 その2（2021年8月6日、デジグラ）

### 雑誌
2016年
- DMM 2017年2月号（2016年12月22日、ジーオーティー）- インタビュー
- EX MAX!（エキサイティング マックス!）2017年2月号（2016年12月26日、楽楽出版）- グラビア「ねつあい」

2017年
- 週刊実話 2017年1月26日号（2017年1月12日、日本ジャーナル出版）- グラビア「デカパイ秋田小町」
- DMM 2017年3月号（2017年1月21日、ジーオーティー）- 表紙
- 週刊プレイボーイ 2017年2月13日号（2017年1月30日、集英社）- グラビア「シタくなるカラダ。」
- 週刊実話 2017年5月4日号（2017年4月20日、日本ジャーナル出版）- グラビア「Hカップな彼女」
- 週刊実話 2017年6月29日号（2017年6月15日、日本ジャーナル出版）- グラビア「乳神祭」
- FLASH 2017年9/19号（2017年9月5日、光文社）- 袋とじ「やっこいぱい。」
- DMM 2017年11月号（2017年9月22日、ジーオーティー）- インタビュー
- 週刊実話 2017年11月2日号（2017年10月19日、日本ジャーナル出版）- グラビア「Hに恋して」

2018年
- 週刊プレイボーイ 2018年4月9日号（2018年3月26日、集英社）- グラビア「理想のSEX」
- 週刊ポスト 2018年8/10号（2018年7月30日、小学館）- グラビア「真夏の｢濡れ透け祭り｣」
- ベストDVDスーパーライブ 2018年9月号 VOL.58（2018年8月6日、ブレインハウス）- 「ナマ中出しを初解禁です!」、「撮影現場密着ドキュメント 35作品」
- ベストDVDスーパーライブ 2018年12月号（2018年11月6日、ブレインハウス）- 「撮影現場密着ドキュメント 35作品」、「特大ピンナップポスター」

2019年
- 週刊実話 2019年6月6日号（2019年5月23日、日本ジャーナル出版）- 袋とじ「初夏のおっぱい収穫祭 桐谷まつり・河合あすな・凛音とうか… etc.」
- FANZA 2019年9月号（2019年7月22日、ジーオーティー）- 表紙
- 週刊実話 2019年10月3日号（2019年9月19日、日本ジャーナル出版）- グラビア「濡れてこぼれて」
- 週刊実話 2019年12月26日号（2019年12月12日、日本ジャーナル出版）- グラビア「もっと愛して」

2020年
- 週刊実話 2020年9月24日号（2020年9月10日、日本ジャーナル出版）- グラビア「乳惑するIカップ」
- 週刊大衆 2020年11/2号（2020年10月12日、双葉社）- 「人気AV女神15人「アソコ&過激SEX」(恥) 告白  波多野結衣／川上ゆう／北条麻妃／石原希望／桐谷まつり／小泉ひなた／星宮一花 etc.」
- 週刊実話 2020年11月12日号（2020年10月29日、日本ジャーナル出版）- 袋とじ「秋のスポーツAV運動会 神宮寺ナオ、吉高寧々、桐谷まつり etc.」

2021年
- 週刊大衆 2021年5月24日号（双葉社）- グラビア

### トレーディングカード
- ジューシーハニー コレクションカード THE DELUXE 2017（2017年7月1日、株式会社ミント）※JULIA、高橋しょう子、佐倉絆との共同作品

### Webグラビア
- Graphis FIRST GRAVURE「初脱ぎ娘!」（2017年1月、グラフィス、撮影：福島裕二）
- Graphis Gals「Primula Julian」（2017年6月、グラフィス、撮影：青山裕企）
- Graphis LIMITED EDITION（2017年10月、グラフィス、撮影：福島裕二）
- Graphis SPRING SPECIAL 2018「Soleil」（2018年3月、グラフィス、撮影：福島裕二）
- Graphis EARLY WINTER SPECIAL 2018「Voluptous Body!」（2018年12月、グラフィス、撮影：柳沢こうた）

### 音楽CD
- un panopticon girl（2018年10月3日、MILKY POP GENERATION (MPCD-15027)）※アイドルユニット「un panopticon girl」としてのシングル。

### アダルトグッズ
- JAPANESE REAL HOLE 淫 2nd 桐谷まつり（2020年10月24日、EXE）※リアルタイプ非貫通オナホール

## 出演

### テレビ
- 阿部乃ちゃんねる（2017年4月2日、5月2日、エンタ!959）
- ビ〜チ9（2017年10月 - 2020年11月、テレ玉） - アシスタント
- 澁谷果歩のたわわチャレンジ（2017年12月17日、エンタ!959）
- ～元気の出るごはん～タチ喰い!（2019年3月18日、テレビ東京）[20] - 第2話 マツリ 役

### ウェブテレビ
- 桃色♡ゲームチャンネル（2018年3月15日[21]、4月6日、4月19日、AbemaTVウルトラゲームス） - 桃色ガール
- トイズハートプレゼンツ「とりあえずナマで!」（2018年5月8日、Youtube トイズハートチャンネル） - 第1回ゲスト[22]
- 指原莉乃＆ブラマヨの恋するサイテー男総選挙（2019年1月22日、AbemaTV）
- 極楽とんぼKAKERUTV（2019年3月14日[23]、AbemaTV）

### ラジオ
- とにかく明るい安村のとにかく丸裸!（2016年10月 - 2018年、文化放送） - 準レギュラー

### イベント
- ギュウ農フェス春のSP2019（2019年5月6日、新木場STUDIO COAST）マスコットガール[24]